# 孟浩然
孟浩然                                                        （689年—740年），名浩，字浩然，唐代襄州襄陽（今湖北襄阳）人，又称孟襄阳，盛唐時期著名詩人，屬於山水田園派。孟浩然因隱居於鹿門山，後人稱他孟鹿門、鹿門處士，与王维并称为王孟。

## 生平

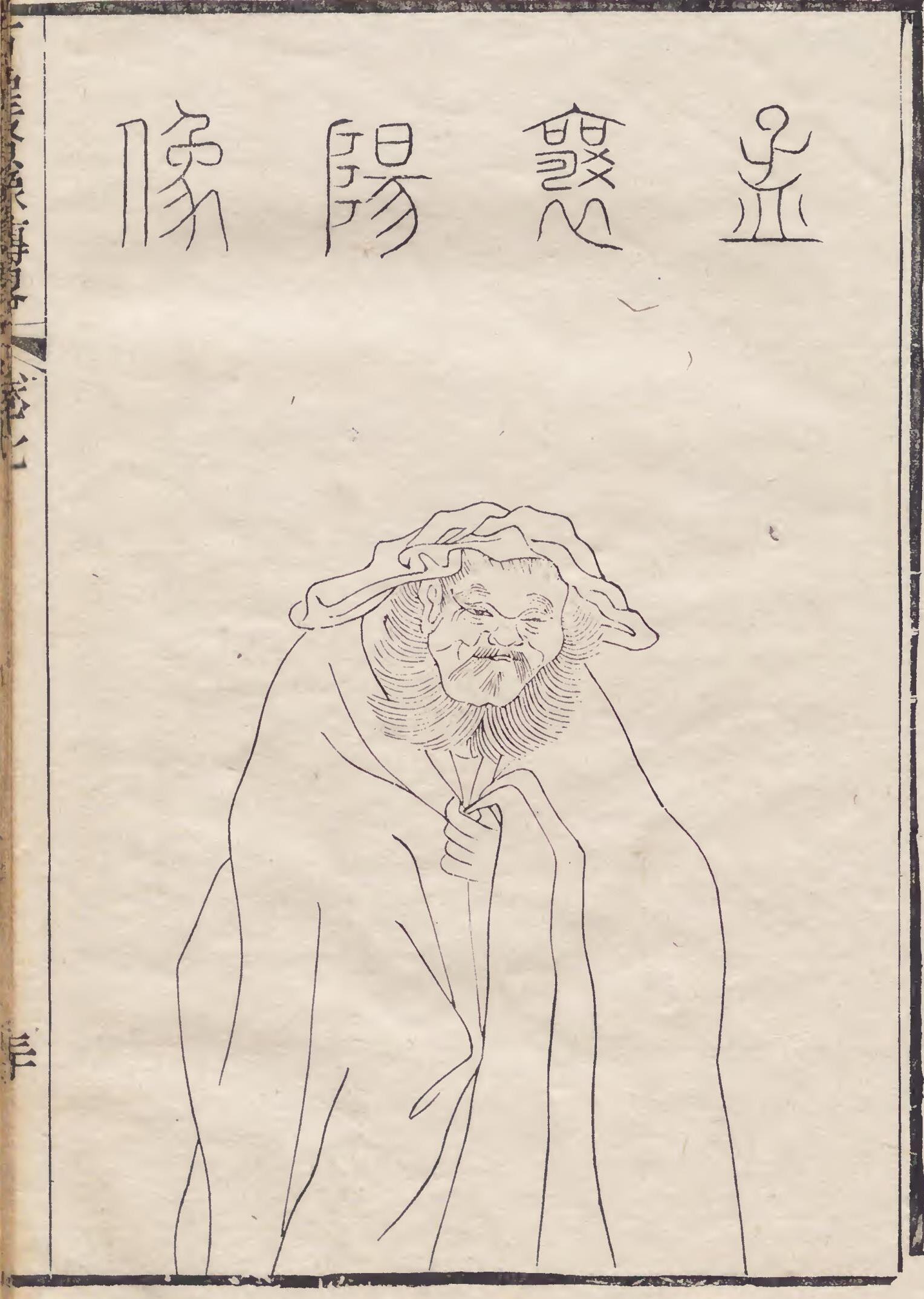
《古聖賢像傳略》孟浩然像

唐玄宗在位時，开元十五年（727年）冬，孟浩然赴京尋求仕官之途，次年應考進士未成。王維曾經向玄宗推薦孟浩然，孟浩然的一句詩“不才明主弃，多病故人疏”，讓玄宗不滿，失去了在朝廷任官的機會。
开元十七年（729年）孟浩然漫游吴越。开元二十年（732年）回到襄阳。
开元二十二年（734年）再度入长安。韓朝宗十分欣賞孟浩然，於是邀請他參加飲宴，並且向朝廷推薦他，孟浩然因為與朋友喝酒而錯過了與韓朝宗的約定。
开元二十三年（735年）浩然游蜀。
开元二十五年（737年），张九龄为荆州长史，招致幕府。不久，仍返故居。
开元二十八年（740年）秋，王昌齡遊襄陽，访孟浩然，相见甚欢。适浩然病疹发背，本來將要痊癒，因為縱情飲酒，食鲜疾发逝世。

## 著作
孟浩然的诗歌绝大部分为五言律詩，题材大多關於山水田园和隐逸、旅行等内容。他與王維、李白、張九齡交好，继陶渊明、谢灵运、谢朓之后，开盛唐山水詩之先声。知名詩作有《秋登萬山寄張五》、《過故人莊》、《春曉》等篇。
孟浩然的诗与王维齐名，並稱「王孟」。现通行的《孟浩然集》收诗263首，但其中有他人作品。

## 评价
李白对孟浩然极为崇拜，曾作数诗赠年长自己十二岁的孟浩然，最著名的一首是《赠孟浩然》：“吾爱孟夫子，风流天下闻。红颜弃轩冕，白首卧松云。醉月频中圣，迷花不事君。高山安可仰，徒此揖清芬。”
杜甫《解闷十二首》：“复忆襄阳孟浩然，清诗句句尽堪传。即今耆旧无新语，漫钓槎头缩颈鳊。”
蔡传：孟浩然诗组建安，宗渊明，冲淡中有壮逸之气。
闻一多：正如当时许多有隐士倾向的读书人，孟浩然原来是为隐居而隐居，为了一个浪漫的理想，为着对古人的一个神圣的默契而隐居。

## 墓葬
孟浩然墓在湖北襄阳城东风林南麓。

## 延伸阅读
[在维基数据编辑]
 在维基文库阅读此作者作品（ 在维基共享资源阅览影像）
 《舊唐書·卷190下》，出自刘昫《舊唐書》
 《新唐書·卷203》，出自《新唐書》